# Fdformat
fdformat – nazwa dwóch nie związanych ze sobą programów służących do „niskopoziomowego formatowania” dyskietek.

## NarzędzieDOS-owe
FDFORMAT został napisany przez Christopha H. Hochstättera w Pascalu. Pozwala użytkownikowi na sformatowanie dyskietki do większej gęstości niż zwykle stosowana co daje do 300 kilobajtów dodatkowej przestrzeni na dane na typowej 3,5-calowej dyskietce o wysokiej gęstości. Dodatkowo przyspiesza operacje wejścia-wyjścia (I/O) na tak sformatowanych nośnikach dzięki technice nazywanej „Sector Sliding”. Polega ona na rozmieszczeniu fizycznych sektorów w taki sposób, że gdy napęd dokonuje odczytu kolejnej ścieżki, następny logiczny sektor oczekujący na odczyt staje się natychmiastowo dostępny dla głowicy.

## Narzędzie Linuksowe
Linuksowy program fdformat współpracuje ze sterownikiem jądra do stacji dyskietek. Rolą programu jest sformatowanie dyskietki z wykorzystaniem dowolnych parametrów znanych już systemowi. Polecenie setfdprm może zostać użyte do dostarczenia systemowi niestandardowych parametrów formatowania.
Zbliżoną funkcjonalność do FDFORMAT autorstwa Hochstättera feruje fdutils, napisane przez Alaina Knaffa.